# Парламентские выборы в Австрии (2017)
26-е парламентские выборы в Австрии — досрочные парламентские выборы в Австрии, которые состоялись 15 октября 2017 года.

## Нынешний состав Национального совета
Партийные списки, представленные в Национальном совете:
- Социал-демократическая партия Австрии (SPÖ)
- Австрийская народная партия (ÖVP)
- Австрийская партия свободы (FPÖ)
- Зелёные — Зелёная Альтернатива (GRÜNE)
- NEOS — Новая Австрия и Либеральный форум (NEOS)
- Список Питера Пильца (PILZ)
- Свободный список Австрии (FLÖ)
- Белые (WEIßE)

Партийные списки, не представленные в Национальном совете:
- Мой подсчёт голосов! (G!LT)
- KPÖ Plus: Коммунистическая партия Австрии (KPÖ) — Юные зелёные

## Предыстория
Лидер консервативной партии «ÖVP» Рейнхольд Миттерлейнер подал в отставку 10 мая. 14 мая министр иностранных дел и евроинтеграции Себастьян Курц единогласно был избран новым лидером ÖVP. Курц объявил о создании независимого (но поддерживаемого партией) списка для выборов под названием «Список Себастьяна Курца — Новая народная партия», который будет открыт для лиц, не являющихся членами ÖVP, или других заинтересованных лиц.

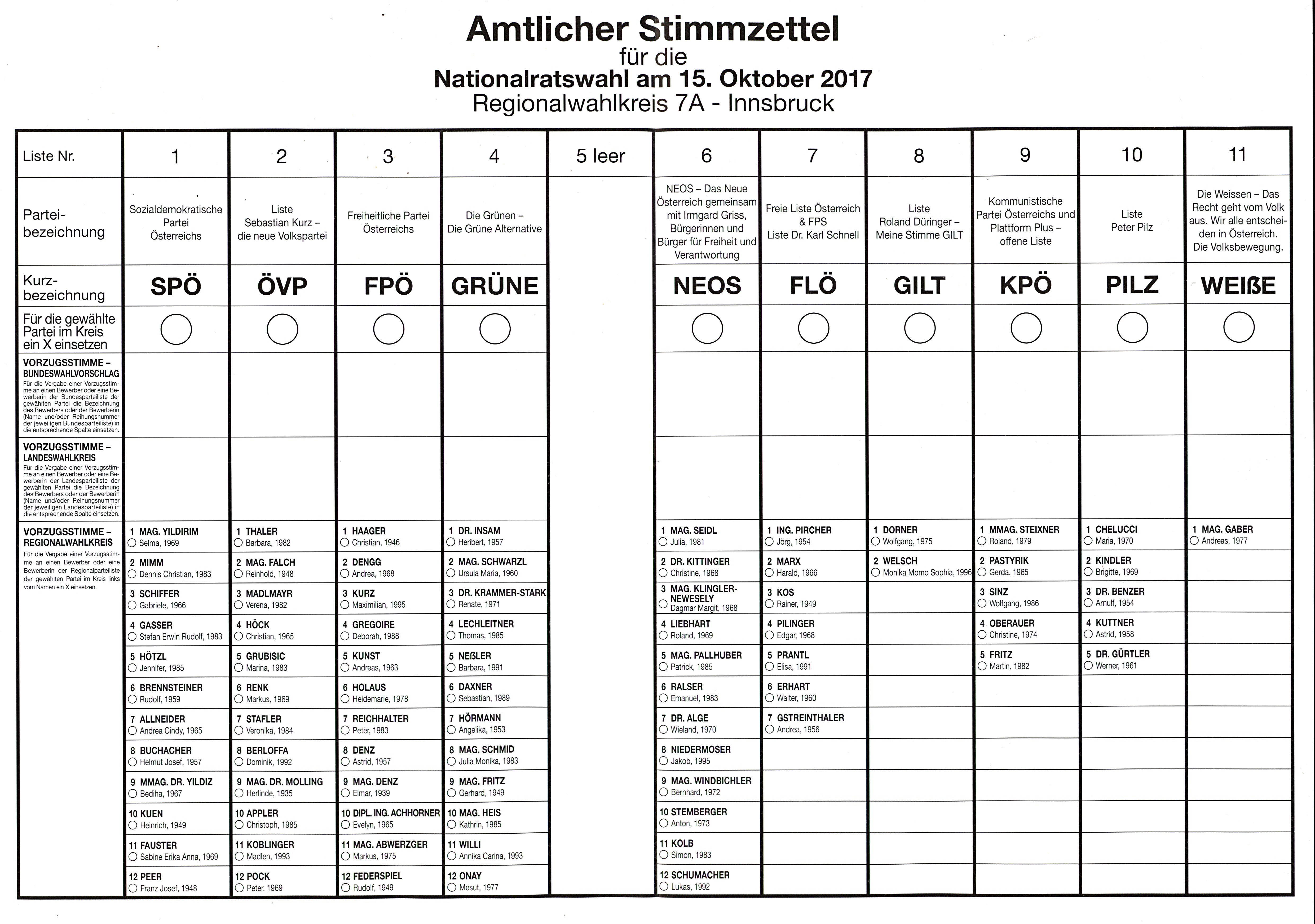
Официальный избирательный бюллетень (образец)

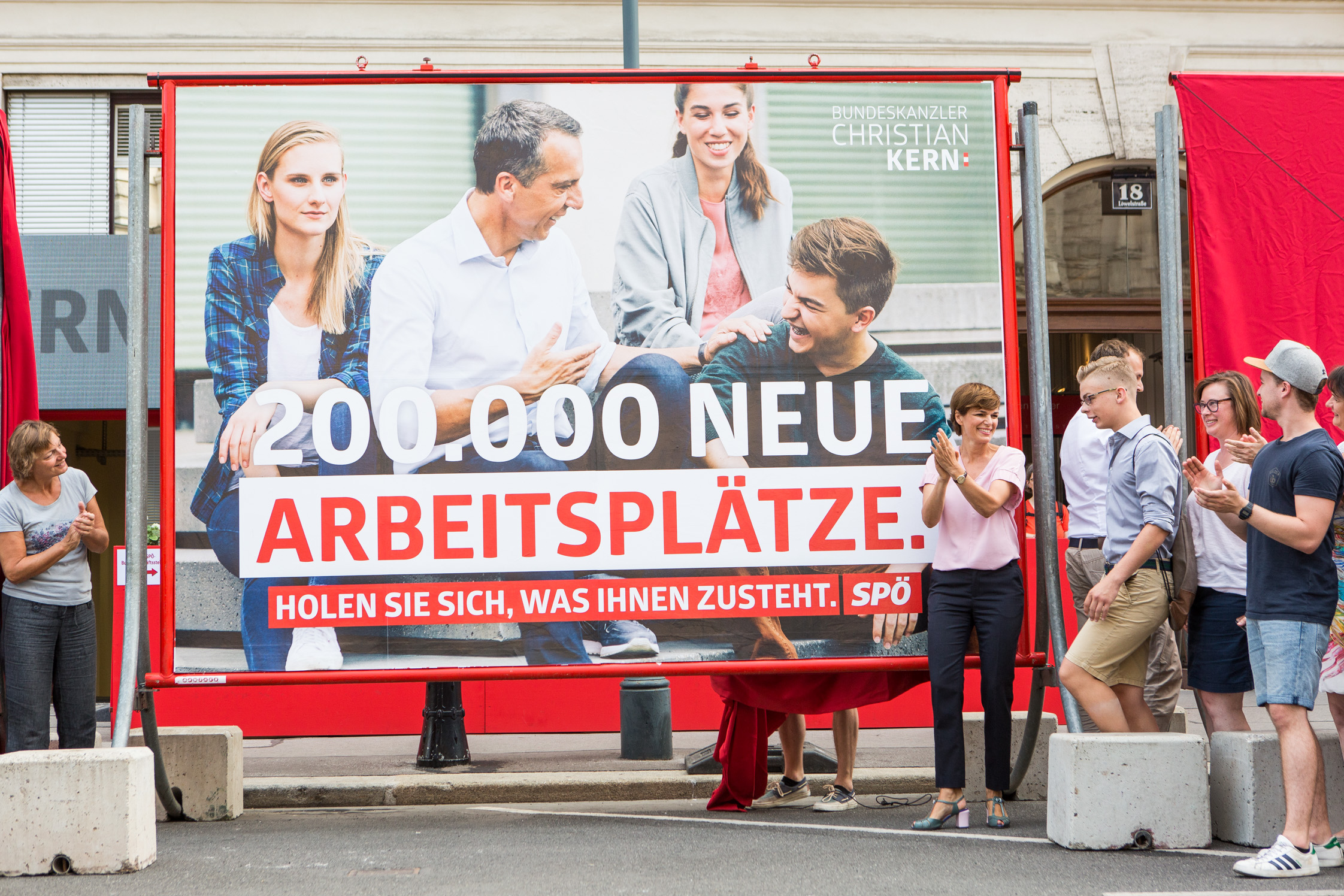
Предвыборный плакат Социал-демократической партии

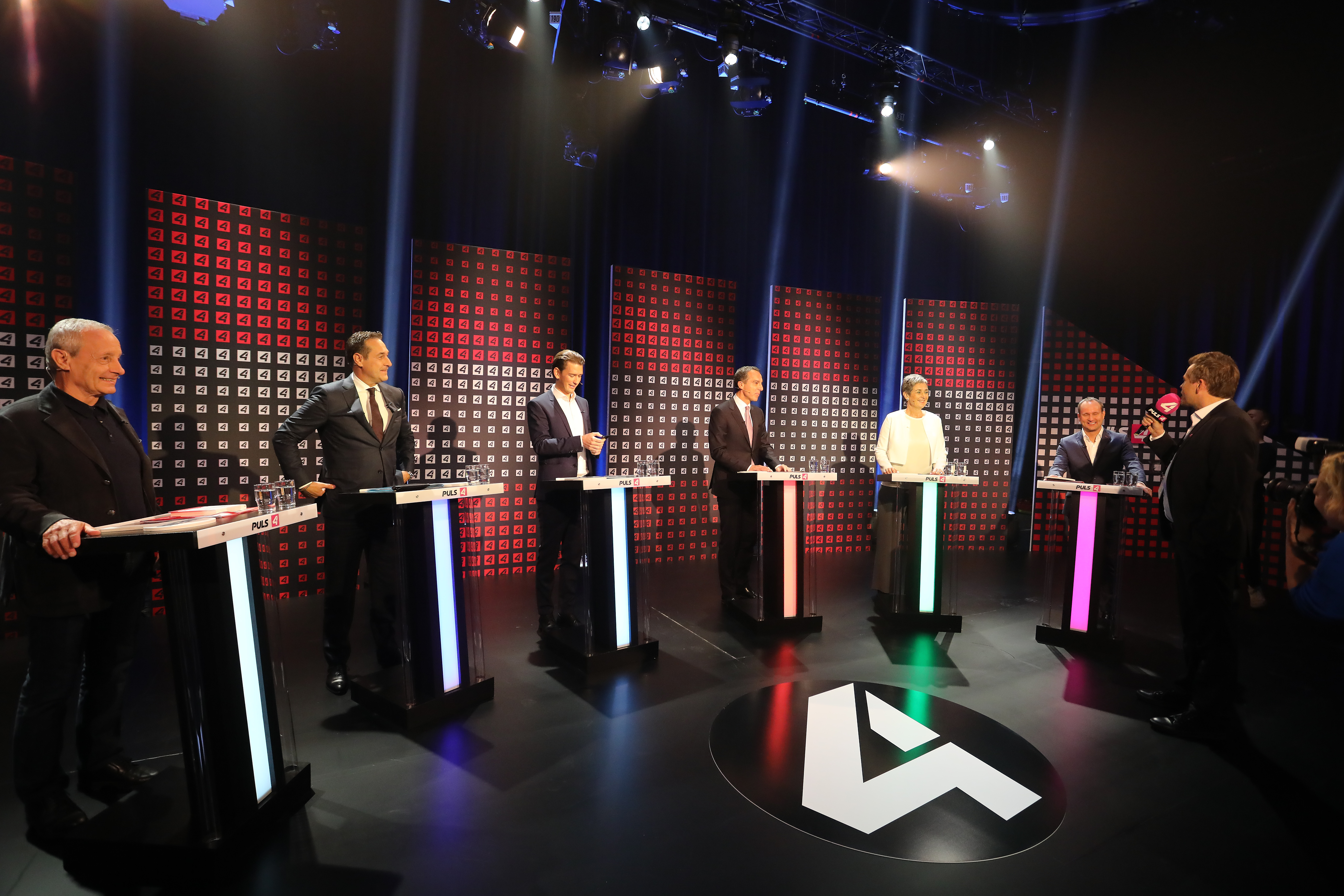
Теледебаты основных кандидатов на телеканале 4 плюс

18 мая лидер партии «Зелёная партия» Ева Главишник подала в отставку со всех своих должностей, сославшись на семейные и связанные со здоровьем обстоятельства, а также на усиление политического давления в последние месяцы после исключения из партии, а также на предстоящую непростую избирательную кампанию. 19 мая комитет партии Зелёных единогласно избрал нынешнего главу партии Тиролья Ингрид Фелипе своим новым партийным лидером. Тем не менее, депутат европарламента Ульрике Луначек был выбран кандидатом от партии на выборах канцлера 2017 года.
14 июня руководство SPÖ объявило, что на определенных условиях оно снимет 30-летний запрет на коалиции с крайне правой FPÖ. Компас «ценностей» партии включал набор требований, которые должен был выполнить любой партнёр коалиции, включая проевропейскую политику, обязательство по минимальной заработной плате в размере 1 500 евро в месяц, равенство полов и соблюдение прав человека.
27 июня Команда Стронаха объявила, что они не будут участвовать в выборах после того, как её основатель Франк Стронах решил прекратить все финансовые взносы в партию и заявил о своем намерении покинуть политику.
8 июля независимый кандидат в президенты 2016 года Ирмгард Грисс присоединилась к электоральному союзу NEOS. Хотя она и не была членом партии и не участвовала в их праймериз, она заняла второе место в списке NEOS после лидера партии Маттиаса Строля. Эта мера была одобрена широким кругом среди делегатов на партийном собрании в Вене.
14 июля бывший лидер FPÖ в Зальцбурге Карл Шнелл объявил, что будет баллотироваться на выборах со списком под названием «Свободная Австрия — Список Шнелла». Шнелл уже имеет поддержку 3 депутатов в парламенте и не должен будет подавать 2600 подписей для регистрации.
17 июля давний депутат от Партии зелёных и член-основатель Питер Пильц решил покинуть парламент. 25 июня большинство делегатов «Зелёной партии» на съезде проголосовали за то, чтобы не обновлять своё место в партийном списке на выборах. Пильц неоднократно заявлял о своём интересе к тому, чтобы на своём избирательном списке был избран свой список. 25 июля он представил свой новый список, список Питера Пильца, во время пресс-конференции. Пилз уже имеет поддержку от 4 депутатов в парламенте, и ему не нужно будет подавать 2600 подписей для регистрации.
14 августа популярный австрийский комик Роланд Дюрингер объявил, что его сатирический антиполитический список «Мой подсчет голосов!» (G!LT) собрал более 2600 подписей и появится в бюллетене в каждой земле.
16 августа избирательный альянс KPÖ+ между Коммунистической партией Австрии (KPÖ) и Юные Зелёные объявил о том, что они собрали более 2600 подписей и будут в бюллетене в каждой земле. После их исключения из Партии зелёных в мае молодые «зелёные» присоединились к союзу с Коммунистической партией

## Избирательная система
183 члена Национального совета избираются по пропорциональному представительству партийного списка в девяти многомандатных избирательных округах, границы которых совпадают с границами земель (с разным количеством мандатов, от 7 до 36). Места в парламенте распределяются с использованием метода д’Хэйра с избирательным порогом в 4 %. Избиратели могут отдать 3 голоса за избранных кандидатов на федеральном, государственном и местном уровнях. Пороги для кандидата на продвижение списка составляют 7 % от результата партии на федеральном уровне, 10 % на государственном уровне и 14 % на уровне избирательного округа.

## Результаты
| Партия                                                                             | Голоса    | %    | Места | +/-   |
| ---------------------------------------------------------------------------------- | --------- | ---- | ----- | ----- |
| Австрийская народная партия                                                        | 1 341 930 | 31,4 | 62    | +14   |
| Австрийская партия свободы                                                         | 1 170 455 | 27,4 | 51    | +13   |
| Социал-демократическая партия Австрии                                              | 1 144 516 | 26,7 | 52    | 0     |
| Новая Австрия                                                                      | 212 251   | 5,0  | 9     | 0     |
| Список Петра Пильца                                                                | 177 035   | 4,1  | 8     | Новая |
| Зелёные — Зелёная альтернатива                                                     | 141 959   | 3,3  | 0     | -24   |
| Мой голос посчитан!                                                                | 39 466    | 0,9  | 0     | Новая |
| Компартия Австрии                                                                  | 31 381    | 0,7  | 0     | 0     |
| Свободный лист Зальцбурга                                                          | 7731      | 0,2  | 0     | Новая |
| Белые                                                                              | 7604      | 0,2  | 0     | Новая |
| Новое движение за будущее                                                          | 2631      | 0,1  | 0     | Новая |
| Дом в политике                                                                     | 661       | 0,0  | 0     | Новая |
| Социалистическая левая партия                                                      | 571       | 0,0  | 0     | 0     |
| Партия выхода из ЕС                                                                | 500       | 0,0  | 0     | 0     |
| Христианская партия                                                                | 338       | 0,0  | 0     | 0     |
| Мужская партия                                                                     | 183       | 0,0  | 0     | 0     |
| Пустые и недействительные бюллетени                                                | 45 548    | -    | -     | -     |
| Всего                                                                              | 4 324 760 | 100  | 183   | 0     |
| Зарегистрировано избирателей/явка                                                  | 6 400 998 | 67,6 | -     | -     |
| Источник: МВД Австрии Архивировано 15 октября 2017 года. (без бюллетеней по почте) |           |      |       |       |